# Elise Augustat
Elise Augustat, née Elise Queck le 20 juillet 1889 à Waldkeim en province de Prusse-Orientale et morte le 13 mars 1940 à Lägerdorf dans le Schleswig-Holstein, est une femme politique allemande affiliée au Parti communiste d'Allemagne (KPD) et membre du Reichstag pendant la République de Weimar.

## Biographie

### Origines et scolarité
Elise Queck voit le jour dans une famille de fermiers pauvres en Prusse-Orientale, parmi huit frères et sœurs. En parallèle de l'école, elle travaille aux champs dans les grandes fermes de propriétaires terriens, où elle contracte plusieurs maladies professionnelles dès l'enfance.  

### Débuts militants
Une fois rétablie et sortie du système scolaire, Elise Queck occupe divers emplois de femme de chambre à Hambourg. 
Elle épouse Friedrich Buchholz en 1909. Elle devient femme au foyer. Au moment de son mariage, son premier enfant, Gertrud, était né. Sa deuxième fille, Elfriede, naît peu après 1909, mais le couple finit par divorcer et Elise Buchholz passe la Première Guerre mondiale dans des conditions très difficiles en tant que mère célibataire divorcée. Elle est un temps employée dans l'immense cimenterie de Lägerdorf.
Vivant dans un bastion ouvrier, elle rejoint le SPD en 1916, l'USPD en 1919 et enfin le KPD en 1921. Elle se remarie avec le militant communiste Wilhelm Augustat. En 1923, elle devient membre du Lägerdorfer ADGB, où elle vote contre l'insurrection communiste déclenchée la même année.  

### Carrière politique
Au sein du KPD, elle gravit les échelons : représentante du parti à Lägerdorf (1924-1931), participante à la conférence de l'Association des femmes et des filles rouges (1926), membre du comité de gestion des ressources en eau du district (1929) et cheffe du département chargé des femmes, où elle anime des campagnes pour l'égalité salariale et contre les lois anti-avortement. En 1929, elle est élue au parlement du Schleswig-Holstein. Simultanément, elle représente le KPD (jusqu'en septembre 1930) au Kreistag de l'arrondissement de Steinburg, avant son élection en septembre 1930 au Reichstag, pour les trois années qui suivent. Au mois de novembre, elle déménage à Hambourg-Barmbek. En 1931-1932, elle suit une formation politique en Union soviétique. Puis, fin 1932, elle se prépare avec d'autres membres de la direction du district à poursuivre les travaux du parti malgré une éventuelle interdiction. 

### Sous le Troisième Reich

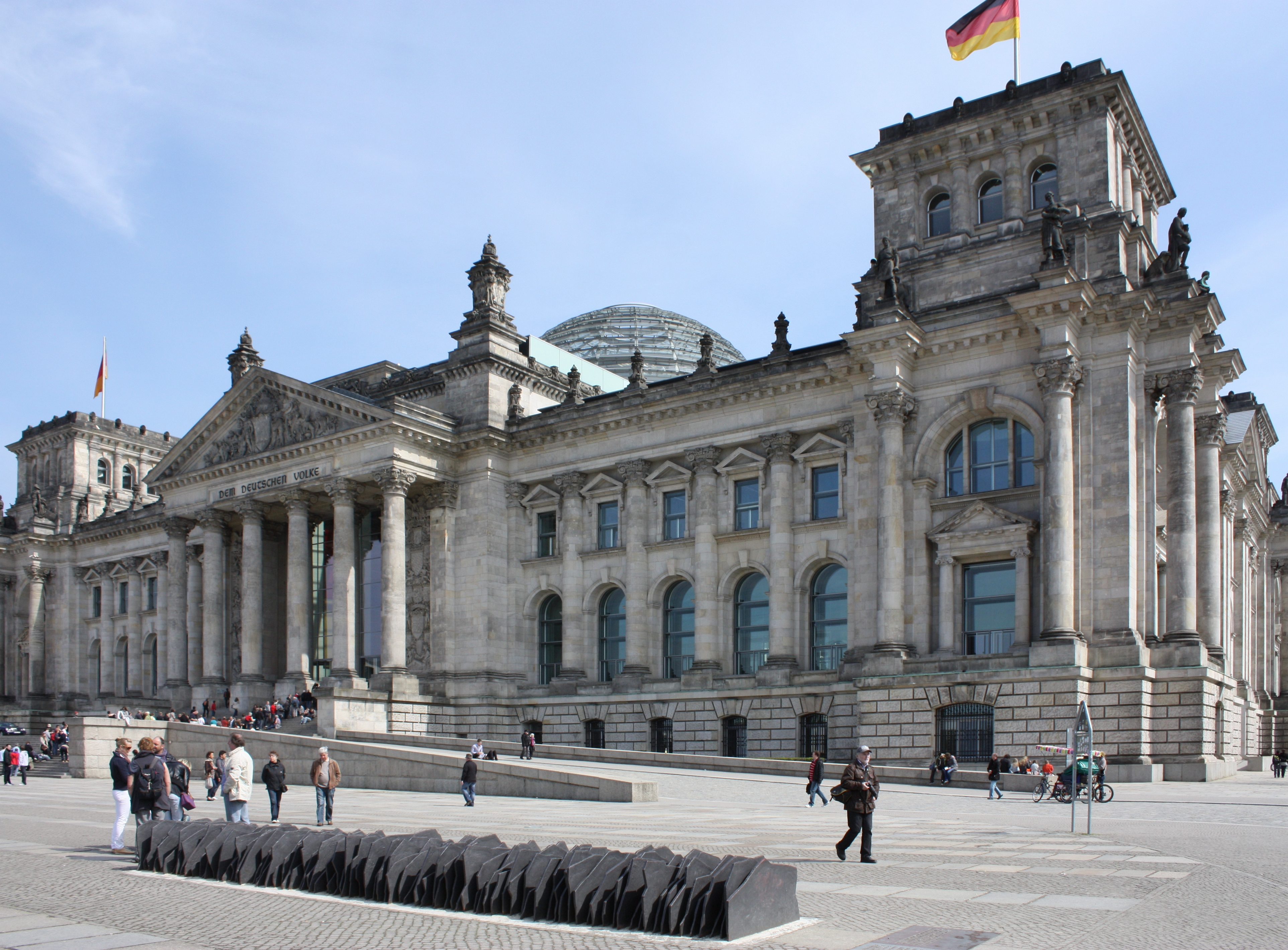
Mémorial en souvenir des 96 membres du Reichstag assassinés par les nazis près du Reichstag.

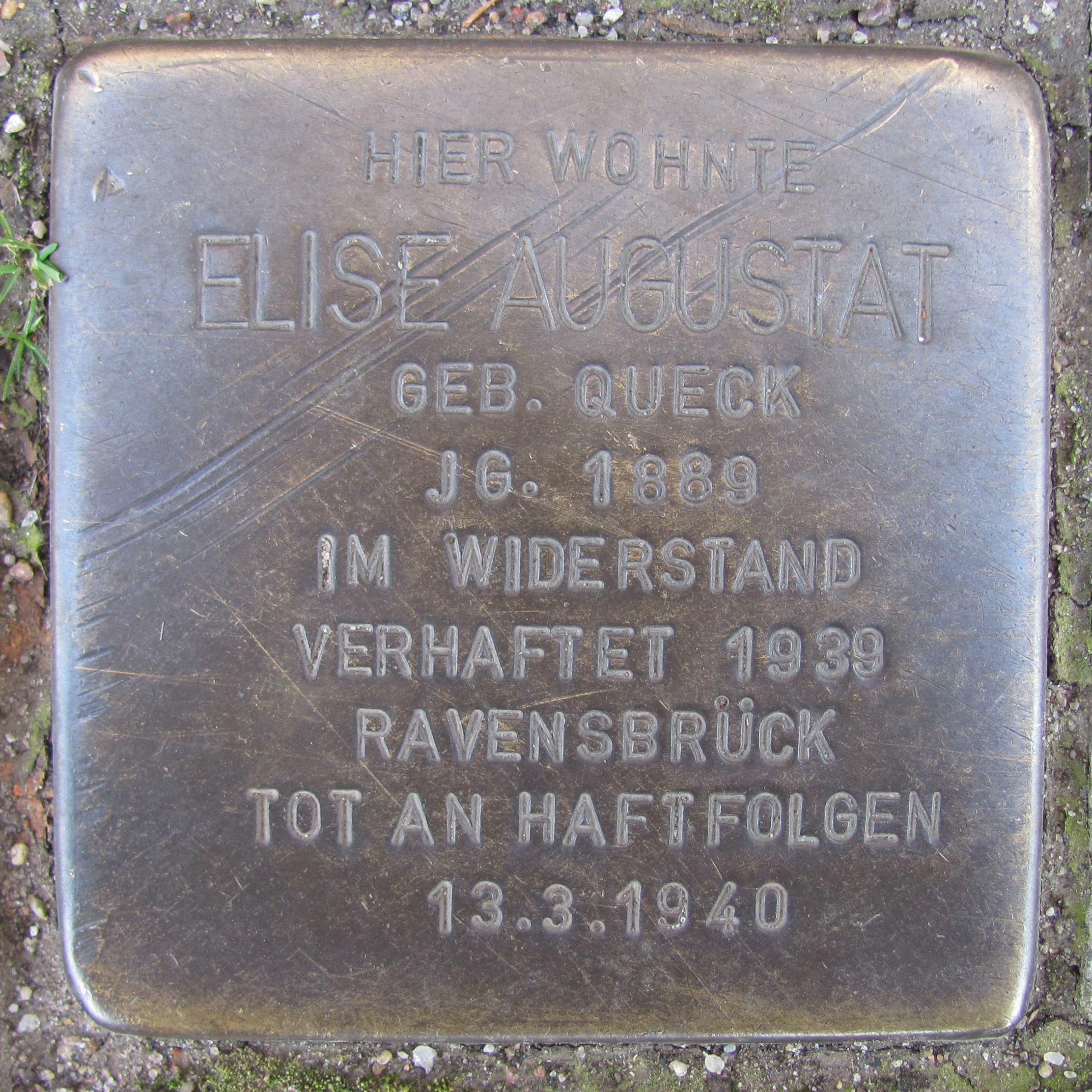
Stolperstein.

À la prise du pouvoir du Parti national-socialiste des travailleurs allemands, Elise Augustat passe dans la clandestinité. Mais elle est arrêtée sur dénonciation en mai 1933 à Itzehoe, puis à nouveau en septembre 1933 « pour préparation d'une haute trahison » et reste placée cinq mois en garde à vue. Son procès en instance devant le tribunal régional supérieur de Hambourg se solde le 15 janvier 1934 par un acquittement. Elle retourne ensuite à Lägerdorf où, interdite d'embauche en raison de ses convictions politiques, elle survit en gérant une pension. Lorsque son mari est placé aux travaux forcés à Westwall, elle est également de nouveau arrêtée, en septembre 1939 et internée dans le camp de concentration pour femmes de Ravensbrück. Libérée en décembre pour maladie grave, elle meurt le 13 mars 1940 à Lägerdorf des suites des mauvais traitements durant son emprisonnement. 
Depuis 1992, l'une des 96 plaques commémoratives de députés assassinées par les nazis rend hommage à Elise Augustat. Devant son ancien appartement de la Naumannplatz à Hambourg-Dulsberg, une Stolperstein honore par ailleurs sa mémoire.  